# Sanemossen
Sanemossen (finska: Sarvineva) är en sumpmark i Finland. Den ligger i Malax i landskapet Österbotten, i den sydvästra delen av landet, 300 km nordväst om huvudstaden Helsingfors.